# Visione radicale
La visione radicale è un'impostazione di pensiero inquadrata nel diritto internazionale opposta alla Formula Hull. Essa è applicata da molti Stati e consiste nel tener conto durante la corresponsione dell'indennizzo dell'appropriazione indebita che il cittadino straniero ha accumulato.